# Crematogaster steinheili
Crematogaster steinheili är en myrart som beskrevs av Auguste-Henri Forel 1881. Crematogaster steinheili ingår i släktet Crematogaster och familjen myror.

## Underarter
Arten delas in i följande underarter:
- C. s. argentina
- C. s. steinheili